# 시가정
시가정(志賀町)은 시가현 시가군에 설치되었던 정이다. 
2006년 3월 20일에 오쓰시에 편입되어 폐지되었다.

## 역사
- 1955년 10월 1일- 와니촌, 기도촌, 고마쓰촌이 합병해 성립하였다.
- 2006년 3월 20일 - 오쓰시에 편입되었다. 동일 시가정은 폐지되었다.

## 인구
- 1980년 - 13,661명（국제조사）
- 1985년 - 16,164명（국제조사）
- 1990년 - 17,272명（국제조사）
- 1995년 - 19,242명（국제조사）
- 1996년 - 19,686명（추계）
- 1997년 - 20,396명（추계）
- 1998년 - 21,000명（추계）
- 1999년 - 21,484명（추계）
- 2000년 - 21,553명（국제조사）
- 2001년 - 21,659명（추계）
- 2002년 - 21,777명（추계）
- 2003년 - 21,964명（추계）
- 2004년 - 22,175명（추계）
- 2005년 - 22,047명（국제조사）
- 2010년 - 22,361명（국제조사）

## 교통

### 철도
- 서일본 여객철도
  - 호쿠리쿠 본선